# Böda Camping (TV-serie)
Böda Camping är en svensk reality-TV-serie som sändes mellan 1 november 2010 och 23 oktober 2014. Serien handlade om husvagnslivet på Böda Sand Camping på Öland. Man får bland annat möta "familjen" Böda Beer Bodys och popbandet Wiwa från Växjö. Yeson Entertainment
Andra säsongen sändes mellan 3 november och 22 december 2011. Första avsnittet hade 675 000 tittare.
En tredje säsong av Böda Camping spelades in från midsommar 2012 och sändes under hösten samma år.
Säsong fyra började spelas in i juni 2014 och sista avsnittet sändes 23 oktober 2014. Den femte säsongen hade premiär på Kanal 5 den 11 februari 2021.